# Pseudurentius
Pseudurentius is een geslacht van wantsen uit de familie van de Tingidae (Netwantsen). Het geslacht werd voor het eerst wetenschappelijk beschreven door Péricart in 1992.

## Soorten
Het genus bevat de volgende soorten:

- Pseudurentius borneensis (Péricart, 1986)
- Pseudurentius elegans Péricart, 1992